# Puigsagordi (Balenyá)
El Puigsagordi es una colina situada dentro del término municipal de Balenyà, tal y como indica el mapa de municipios, ⁣ aunque reivindicado por Centellas. Su altitud varía, según las fuentes, desde los 972 hasta los 984 m. Está situado al oeste del núcleo de Centelles y al suroeste de Balenyà.

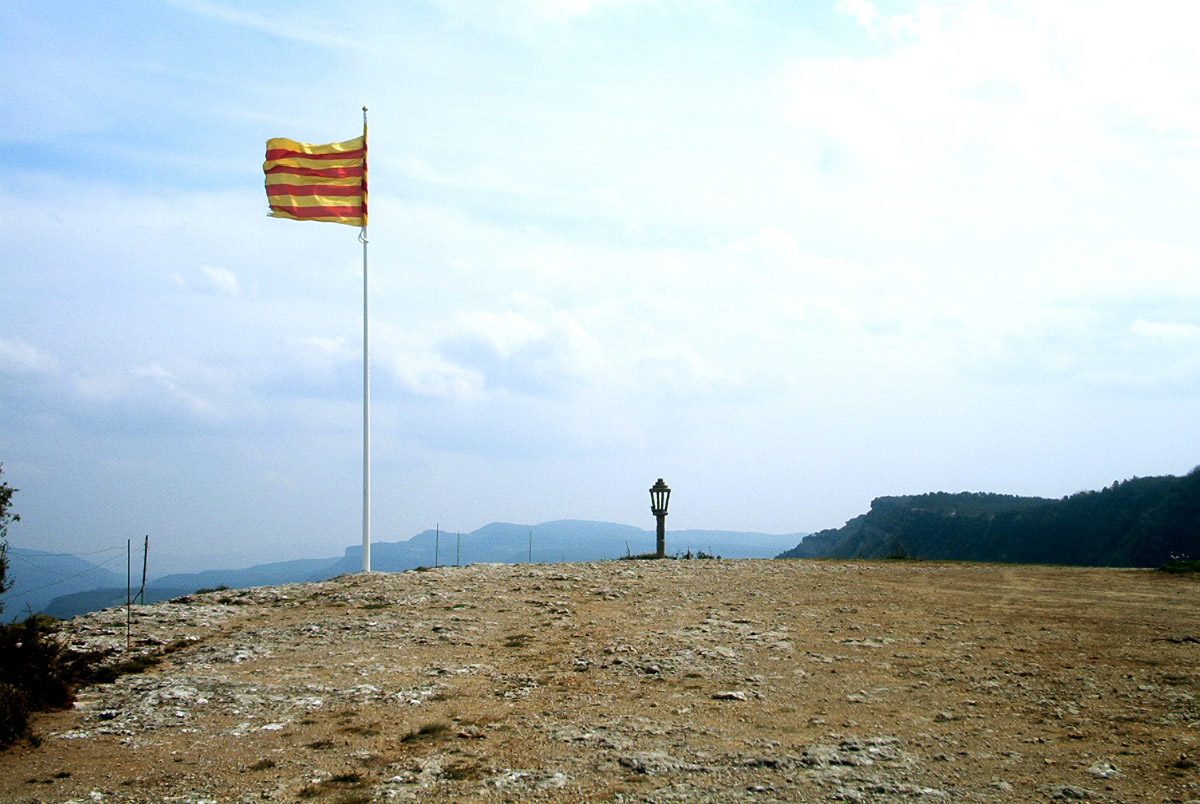
Cumbre de Puigsagordi

Es un lugar apreciado por los escaladores, ya que la composición de su roca, formada por materiales del Eoceno y sucesivos relieves calcáreos, la hace una montaña muy apta para practicar la escalada. Lo demuestran las numerosas vías de escalada existentes y la reciente (2007) apertura de la vía ferrata de las Baumes Corcades, que es uno de los atractivos turísticos de la zona.
El Puigsagordi también da nombre a la urbanización que se extiende hacia el norte de esta misma cordillera. En la falda de la colina hay una masía llamada el Cerdà, donde nació el célebre arquitecto y urbanista, creador del Eixample de Barcelona, Ildefons Cerdà.